# Birationale meetkunde
In de algebraïsche meetkunde, een deelgebied van de wiskunde, houdt de birationale meetkunde zich bezig met de meetkunde van een algebraïsche variëteit die alleen van haar functielichaam/-veld afhangt. 
Voor het geval van dimensie twee werd de birationale meetkunde van de algebraïsche oppervlakken in de jaren 1890-1910 grotendeels uitgewerkt door de Italiaanse school van de algebraïsche meetkunde. Vanaf ongeveer 1970 is er vooruitgang geboekt in hogere dimensies, met als resultaat een goede theorie van de birationale meetkunde voor dimensie drie.

## Toepassingen
Birationale meetkunde heeft toepassingen gevonden in andere gebieden van de meetkunde, maar vooral in traditionele problemen in de algebraïsche meetkunde.
Het minimal model programma is gebruikt om moduliruimten van variëteiten van algemeen type te construeren door János Kollár en Nicholas Shepherd-Barron. Deze staan nu bekend als KSB-moduliruimten.
De birationale meetkunde heeft toepassingen gevonden in de studie van de K-stabiliteit van Fano-variëteiten door algemene bestaansresultaten voor Kähler-Einstein-metrieken, in de ontwikkeling van expliciete invarianten van Fano-variëteiten om K-stabiliteit te testen door te rekenen op birationale modellen, en in de constructie van moduliruimten van Fano-variëteiten. Resultaten in birationale meetkunde zoals Caucher Birkar's bewijs van de gebondenheid van Fano-variëteiten zijn gebruikt om bestaansresultaten voor moduliruimten te bewijzen.